# Hedyotis ramarowii
Hedyotis ramarowii är en måreväxtart som först beskrevs av James Sykes Gamble, och fick sitt nu gällande namn av Rolla Seshagiri Rao och Koppula Hemadri. Hedyotis ramarowii ingår i släktet Hedyotis och familjen måreväxter.

## Underarter
Arten delas in i följande underarter:
- H. r. kannikattica
- H. r. ramarowii